# Thorstein Galge
No confundir con Þorsteinn galge Egilsson, hijo de Egil Skallagrímson.
Thorstein Galge (nórdico antiguo: Þórsteinn galge Ásbjörnsson, n. 930) fue un caudillo vikingo, hersir de Giske, Borgund, Møre og Romsdal, Noruega. Viajó a Islandia donde fundó su hacienda en Kirkjubæjarklaustur, Vestur-Skaftafellssýsla. Es un personaje de la saga de Laxdœla.
Se conoce muy poco de su figura histórica, su padre fue Ásbjörn Ketilsson (n. 893), hijo de Ketill Jórunsson. Una de sus hijas, Tóra, se casó con el lendmann Arne Arnmodsson del clan familiar de los Arnmødinge; otro hijo fue Súrtur Þorsteinsson (n. 970), padre del lögsögumaður Sighvatur Surtsson.

## Skagafjörður
En la Mancomunidad Islandesa apareció otra figura histórica de la colonización de la isla con el mismo nombre, Þorsteinn Ásbjörnsson (n. 1070) de Miklibær í Óslandshlíð, Skagafjörður, y que también aparece en la saga de Laxdœla. Su hija Valgerður Þorsteinsdóttir (n. 1122) casó con Hallur Hrafnsson, abad del monasterio de Munkaþverá.